# Internamento dei militari italiani nella seconda guerra mondiale
L'internamento dei militari italiani nella seconda guerra mondiale iniziò dalla firma dell'armistizio di Cassibile, siglato dal Regno d'Italia con le Nazioni Unite per cessare le ostilità iniziate nell'arco della seconda guerra mondiale.

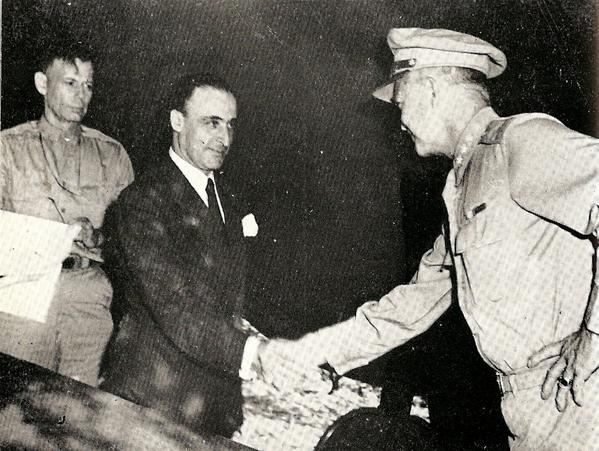
Il generale Castellano (in borghese) ed il generale Eisenhower si stringono la mano dopo la firma dell'armistizio a Cassibile, il 3 settembre 1943.

Causa l'avanzata degli Alleati dal sud Italia e messo sotto pressione dal generale Eisenhower, il 3 settembre del 1943 il governo italiano aveva firmato a Cassibile la prima versione di un armistizio con gli inglesi e gli americani (il cosiddetto armistizio corto), abbandonando di fatto l'alleanza con i tedeschi. L'accordo era stato firmato dal generale Giuseppe Castellano.
Al momento della firma dell'armistizio, mezzo milione di  italiani si trovò sottoposto o nelle immediate vicinanze degli eserciti dell'Asse, che imposero il disarmo forzato di tutte le forze di terra, mare ed aria sulle quali avevano la possibilità di agire.

## Basi all'estero o fuori dal territorio metropolitano
Alla data dell'8 settembre 1943, varie forze italiane si trovavano in diverse basi all'estero, per cooperare con tedeschi e giapponesi contro le forze Alleate. Tra questi, i marinai della base di Betasom a Bordeaux, dalla quale partivano i sommergibili oceanici per attaccare i convogli nell'Atlantico, la 1ª Squadriglia sommergibili CB, di stanza nel porto rumeno di Costanza per operazioni nel Mar Nero contro i sovietici, e quelli presenti in Estremo Oriente sui battelli da trasporto, sommergibili della classe R o modificati per trasportare materiale bellico in Giappone e riportare materiali non reperibili in occidente, come gomma o metalli pregiati. I militari presenti in Giappone vennero tutti disarmati ed internati senza possibilità di scelta. I marinai presenti a Betasom, sotto il comando del capitano di vascello Enzo Grossi, optarono in buona parte per collaborare con i tedeschi. I marinai di stanza a Costanza si dichiararono inizialmente disposti a continuare la guerra a fianco della Germania, ma in seguito si consegnarono spontaneamente alle autorità rumene, che respinsero le richieste tedesche di consegnare gli equipaggi. Diversamente agirono i marinai della base di Leros, comandati dal contrammiraglio Luigi Mascherpa, che resistettero per diversi giorni agli sbarchi aerei e navali tedeschi, ma furono sopraffatti; gli ufficiali vennero in parte fucilati dopo la resa, mentre i soldati vennero deportati nei campi di concentramento in Germania ed Europa occupata. Anche le forze in Albania (allora parte dell'Impero d'Italia) e nel Dodecaneso vennero disarmate e deportate.

## Presidi di occupazione
Molte unità, delle varie armi, erano situate di presidio in paesi occupati, come la Francia, la Jugoslavia e la Grecia. Per ognuna di queste, i tedeschi imposero il disarmo immediato e l'invio nei campi di internamento, con una distinzione che di fatto rendeva i soldati italiani tecnicamente non prigionieri di guerra, e quindi non tutelati secondo i tedeschi dalle Convenzioni di Ginevra in materia. In alcuni centri vi furono tentativi di resistenza, come a Cefalonia e Spalato, repressi con la forza dai militari germanici negli episodi noti come eccidio di Cefalonia e massacro di Treglia.

## Territorio metropolitano
Le varie unità presenti sul territorio nazionale non ancora occupato dagli Alleati si sciolsero di fatto, e molti dei militari andarono a costituire i nuclei delle unità partigiane che avrebbero combattuto nella Resistenza italiana. Alcune unità la cui posizione geografica lo permetteva si unirono organicamente agli alleati, come ad esempio un battaglione paracadutisti della divisione Nembo in Calabria, mentre un altro battaglione della stessa divisione scelse di cooperare con i tedeschi.
In seguito, la Repubblica Sociale Italiana formò 4 divisioni con militari prelevati in parte dalla coscrizione ma con una consistente aliquota di militari internati, tra cui la Monterosa (alpini), la Italia (bersaglieri), la Littorio (granatieri) e la San Marco (fanteria di marina), per circa 50.000 uomini.

## I naufraghi dellaRoma

### L'arrivo a Mahón
Affondata il 9 settembre 1943 dalla Luftwaffe tra la Sardegna e la Corsica, la nave da battaglia Roma ebbe 622 naufraghi recuperati dai cacciatorpediniere Fuciliere, Carabiniere e Mitragliere, dall'incrociatore leggero Attilio Regolo e dalle torpediniere Pegaso, Orsa e Impetuoso.
Terminate le operazioni di soccorso poco prima delle 18:00, il comandante del Mitragliere, caposquadriglia della XII Squadriglia Cacciatorpediniere, il capitano di Vascello Marini, tenuto conto dei molti feriti gravi a bordo, richiese al Regolo, che inalberava l'insegna del comandante di cacciatorpediniere di squadra, l'autorizzazione a dirigere ad alta velocità verso Livorno, ma venne informato dal comandante del Regolo, il capitano di vascello Notarbartolo di Sciara, che il comandante del gruppo cacciatorpediniere di squadra, il capitano di vascello Franco Garofalo, non era a bordo in quanto era stato autorizzato da Bergamini ad imbarcarsi su una corazzata, ma che l'insegna era rimasta ugualmente sul Regolo. A quel punto il comandante superiore in mare del gruppo di sette navi, come ufficiale più anziano, era proprio Marini. Il gruppo si trovò nella impossibilità di mettersi in contatto con la formazione al comando dell'ammiraglio Oliva e con Supermarina, i cui messaggi dimostravano l'impossibilità di rientrare in porti italiani per sbarcare i feriti che avevano urgente bisogno di cure ospedaliere, per cui era a quel punto necessario raggiungere le coste neutrali più vicine, anche perché le navi avevano ormai una ridotta autonomia a causa della riduzione delle scorte di nafta.
Marini, data la minore velocità delle torpediniere, divise il gruppo in due e diede alle torpediniere libertà di manovra sotto il comando del capitano di fregata Riccardo Imperiali, comandante del Pegaso, assumendo il comando del resto della formazione composta dal Regolo e dai tre cacciatorpediniere. Marini decise di dirigere la propria formazione verso le isole Baleari, considerato che la Spagna era neutrale, sperando che avrebbe consentito lo sbarco dei feriti e fornito i necessari rifornimenti di carburante e acqua potabile, senza procedere all'internamento delle navi; per giunta, le Baleari avevano il vantaggio di essere in posizione centrale rispetto ad eventuali successivi spostamenti verso l'Italia, Tolone o l'Africa settentrionale. Marini alle 7:10 del 10 settembre inviò un messaggio alla VII Divisione Incrociatori in cui informò che avrebbe fatto rotta per Mahón, sede di un'importante base navale con un'efficiente organizzazione sanitaria militare, per sbarcare i feriti gravi; fino ad allora Marini non aveva comunicato alla squadra la sua decisione di dirigere sulle Baleari, nel timore di essere intercettato dai tedeschi.
Marini durante la navigazione ricevette da Supermarina un messaggio in cui si diceva che una nave ospedale italiana stava dirigendosi su Bona, ma temendo che il messaggio fosse apocrifo, non lo prese in considerazione. Durante la navigazione vi fu un allarme aereo verso le 23:30 cui le navi risposero ricorrendo ai nebbiogeni per cinque minuti ed un secondo allarme alle 01:20 del 10 settembre, cui le navi risposero con altri dieci minuti di nebbia; il gruppo, dopo che alle 06:00 il Carabiniere ebbe un'avaria alle macchine riparata nel giro di mezz'ora, e che poco dopo le 07:00 avvistò sulla sinistra un aereo britannico che aveva seguito le navi per un lungo tratto, alle ore 08:30 attraccò a Mahón nell'isola di Minorca.

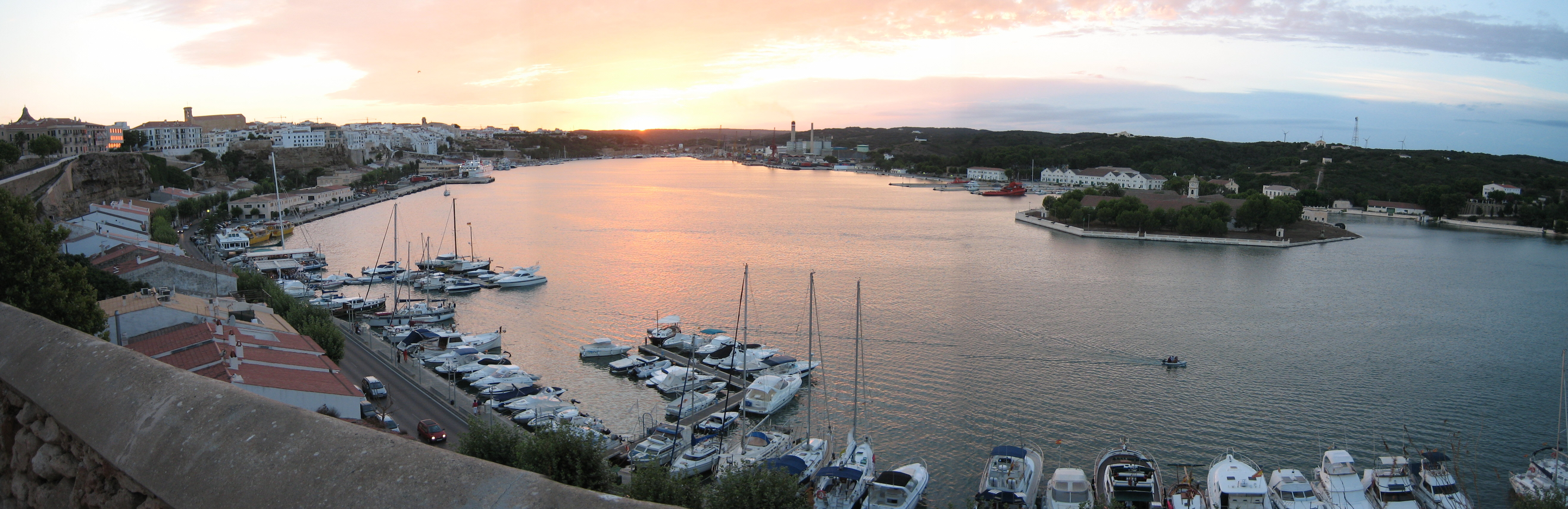
L'ancoraggio di Mahón all'inizio degli anni duemila

Le tre torpediniere al comando del capitano di fregata Imperiali lungo la rotta furono ripetutamente attaccate da aerei tedeschi, e perso ogni contatto con le altre navi, anche questo gruppo decise di dirigersi autonomamente verso le Baleari giungendo nel mattino del 10 settembre nella baia di Pollensa, nell'isola di Maiorca. L'Orsa, rimasta a corto di nafta, dovette dirigersi verso l'approdo più vicino che era la Baia di Pollensa, dove giunse intorno alle 10:30, chiedendo di sbarcare i numerosi feriti e di ottenere il rifornimento nel caso fosse stato possibile riprendere il mare. Imperiali alle ore 23:00 del 9 settembre aveva nel frattempo comunicato a Supermarina la sua decisione di dirigere il gruppo verso le Baleari, ricevendo alle ore 08:00 del giorno successivo un messaggio in cui alle tre torpediniere veniva ordinato di navigare verso Bona dove avrebbero trovato una nave ospedale italiana; Imperiali e Cigala Fulgosi, comandante dell'Impetuoso, non poterono eseguire tale ordine in quanto anche le loro navi erano a corto di carburante: si diressero quindi verso la Baia di Pollensa, dove entrarono alle ore 11:50 del 10 settembre.
Dei 622 naufraghi recuperati dalle sette unità, 9 decedettero a bordo delle navi e 16 avrebbero fatto la stessa fine all'ospedale di Mahón.

### Sabotaggio, autoaffondamento e internamento
In base alla convenzione dell'Aia del 1907, le navi militari di stati belligeranti non potevano restare più di 24 ore nei porti di uno stato neutrale, salvo avarie o impossibilità dovuta alle condizioni del mare, e potevano rifornirsi nei porti neutrali solo per le necessità normali del tempo di pace, potendo quindi fare scorta di combustibile solo per raggiungere il porto più vicino del proprio stato. Superate le 24 ore, lo stato neutrale, previa notificazione, aveva il diritto e il dovere di trattenere la nave con il suo equipaggio per tutta la durata del conflitto. Il comandante Marini chiese immediatamente rifornimento di nafta e acqua che gli spagnoli con vari espedienti non concessero.

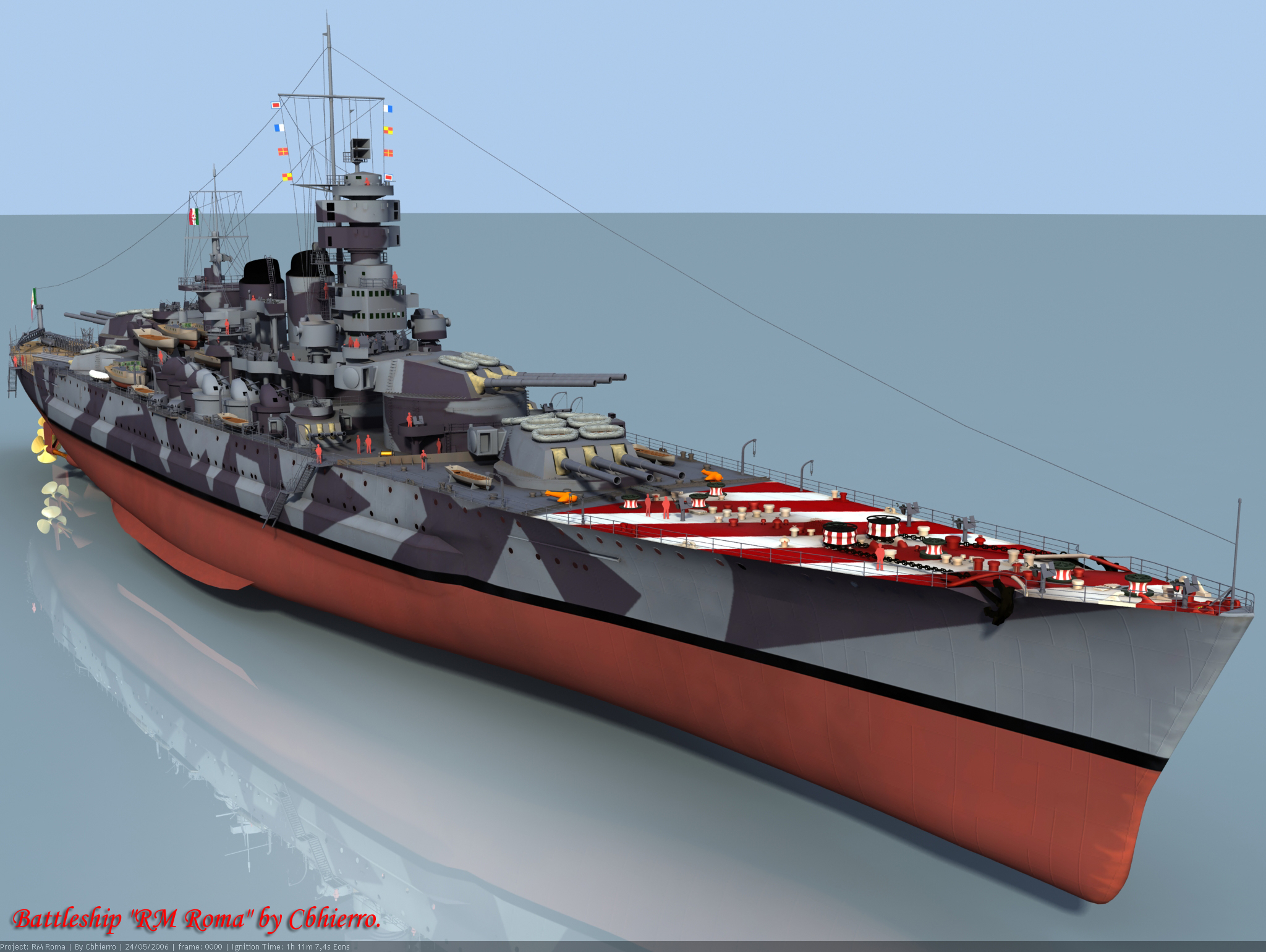
Visuale in 3D della Roma

Nel primo pomeriggio del 10 settembre vennero sbarcati e trasportati all'ospedale 133 tra feriti e ustionati, mentre la mattina dell'11 settembre le salme di coloro che erano morti durante la traversata vennero deposte su un camion che si avviò al cimitero, seguito da un corteo di marinai italiani, dove venne dato loro sepoltura.
Nella notte tra il 10 e l'11 settembre, a bordo del Regolo, per evitare che al momento di lasciare le acque spagnole la nave fosse consegnata agli Alleati, alcuni componenti dell'equipaggio sabotarono le turbine, e nella stessa notte i comandanti del Pegaso e dell'Impetuoso (Imperiali e Cigala Fulgosi), sempre per evitare l'eventuale consegna agli Alleati o la cattura dei tedeschi o l'internamento delle loro navi, dopo avere sbarcato i feriti lasciarono gli ormeggi alle 03:00 del mattino dell'11 settembre ed autoaffondarono le due unità, i cui equipaggi raggiunsero terra con le imbarcazioni di bordo e furono internati. Anche l'Orsa, rimasta a Pollensa, venne internata con il suo equipaggio ancora prima che fossero trascorse le 24 ore di sosta nel porto, e nel pomeriggio dell'11 settembre le autorità spagnole, senza aver dato il necessario preavviso, previsto dalla convenzione dell'Aia, comunicarono al comandante Marini che le navi, non avendo lasciato gli ormeggi entro le previste 24 ore, erano sotto sequestro per ordine del governo spagnolo.
A Mahón viveva una anziana signora italiana, Fortuna Novella, originaria di Carloforte e sola italiana residente in città, che, venuta a conoscenza della presenza degli equipaggi di alcune navi militari italiane che si trovano in difficoltà, fornì aiuto ai connazionali prendendosi cura dei feriti, procurando medicine e viveri, tenendo i contatti con le famiglie in Italia e deponendo fiori sulla tomba dei 25 marinai sepolti.
I mesi che seguirono l'internamento furono carichi di tensione. Nel gennaio 1944 vi fu la diserzione del direttore di macchina del Fuciliere, il capitano del genio navale Alberto Fedele, e del direttore di tiro del Regolo, il tenente di vascello Mario Ducci, che con l'aiuto dell'ex addetto navale italiano raggiunsero il Norditalia. A febbraio ci fu un tragico tentativo di fuga da parte di dieci marinai del Regolo, che usciti in franchigia non erano più rientrati; la contemporanea sparizione di un peschereccio da 14 tonnellate fece ritenere che i dieci avessero rubato il motopeschereccio per attuare un loro progetto di fuga ed il fatto che quella notte e nei giorni successivi il tempo fu burrascoso, con vento e mare agitatissimo, fece ritenere che i fuggiaschi fossero naufragati.
Il clima venne appesantito anche a causa dell'astio che militari e civili spagnoli di fede falangista covavano verso gli equipaggi delle navi, ritenuti badogliani. Il 22 giugno 1944 le autorità spagnole tennero a Caldes de Malavella (dov'erano internati i naufraghi di Roma, Pegaso, Impetuoso ed alcuni superstiti del Vivaldi) una consultazione; ad ogni ufficiale e marinaio venne chiesto di scegliere tra il Regno del Sud e la Repubblica Sociale Italiana. I votanti sarebbero stati poi rimpatriati attraverso la frontiera con la Francia, se avessero optato per la RSI, oppure via nave attraverso Gibilterra, se avessero scelto il Regno del Sud. Su 1013 votanti, 994 optarono per il Regno del Sud e 19 per la RSI.

### Il ritorno in Patria e il dopoguerra
Nel gennaio 1944 i naufraghi della corazzata e gli equipaggi di Pegaso e Impetuoso vennero ospitati in un albergo di Caldes de Malavella (Catalogna), dove vennero organizzati ed inquadrati sotto i comandanti Imperiali e Cigala Fulgosi fino al loro rimpatrio, avvenuto nell'estate 1944, poco dopo la liberazione di Roma; l'altra torpediniera, l'Orsa, nel giugno 1944 passò alle dipendenze del gruppo del Mitragliere.
Dopo molte trattative diplomatiche le navi vennero autorizzate a lasciare le acque spagnole il 15 gennaio 1945, e dopo essersi incontrate con la torpediniera Sirio presso Algeri, proseguirono verso Taranto, dove giunsero il 23 gennaio.
Al termine del conflitto, delle navi che avevano soccorso i naufraghi della corazzata Roma, solo Carabiniere e Orsa entrarono a far parte della nuova Marina Militare; in seguito al trattato di pace Regolo e Mitragliere vennero ceduti alla Francia in conto riparazione danni di guerra, mentre il Fuciliere venne ceduto all'Unione Sovietica.
Nel dopoguerra la Marina Militare decise di onorare i caduti della corazzata Roma sepolti a Mahón, con le salme composte in un nuovo monumento di marmo opera dello scultore Armando D'Abrusco

Alla cerimonia, svoltasi il 29 settembre 1950, prese parte anche la Signora Fortuna Novella, che nel 1953 ricevette dal Presidente della Repubblica Einaudi la Stella della Solidarietà di I Classe; la Signora Fortuna Novella morì nel 1969 a Mahón.

## Letteratura e filmografia
Numerosi film e libri sono stati dedicati a questi fatti. Il più noto è certamente il film Tutti a casa con Alberto Sordi, ma molti libri sono stati pubblicati per narrare le esperienze vissute da nostri militari nei campi di internamento. Per citarne qualcuno, Diario Clandestino di Giovannino Guareschi, Il campo degli ufficiali di Giampiero Carocci, ma l'elenco è assolutamente incompleto.